# 1724
Il 1724 (MDCCXXIV in numeri romani) è un anno bisestile del XVIII secolo.

## Eventi
- 15 gennaio – Re Filippo V di Spagna abdica alla corona in favore del figlio sedicenne Luigi I.
- 28 gennaio – In Russia viene inaugurata l'Università statale di San Pietroburgo.
- 20 marzo – A Roma si apre il Conclave per eleggere un nuovo papa tredici giorni dopo la morte di Papa Innocenzo XIII.
- 18 maggio – Caterina I di Russia è ufficialmente investita del titolo di czarina da suo marito Pietro il Grande.
- 22 maggio – Si verifica un'eclissi solare totale iniziata a sud est delle Isole Hawaii e conclusasi nei pressi di Santa Maria di Sala (attuale provincia di Venezia).
- 29 maggio – Il Cardinal Vincenzo Maria Orsini, arcivescovo di Benevento, è eletto al soglio pontificio diventando il 245º pontefice con il nome di Benedetto XIII.
- 12 giugno – Viene firmato il trattato di Costantinopoli tra Impero Ottomano e Russia per la spartizione della Persia.
- 31 agosto – Filippo V torna sul trono di Spagna dopo la morte del figlio Luigi I, appena sette mesi dopo la sua incoronazione.
- 15 ottobre – Viene inaugurato il Teatro Nuovo di Napoli.

### Date incerte
- La Villa della Loggia a Firenze diviene proprietà del botanico Jacopo Panciatichi che, nel parco, fa un giardino modello.

## Nati

### Gennaio
- 1º gennaio - Andrea Bina, geologo, matematico e fisico italiano († 1792)
- 3 gennaio - Anton Johan Wrangel il giovane, ammiraglio svedese († 1799)
- 7 gennaio - Antonio Baratti, incisore italiano († 1787)
- 7 gennaio - Wichard Joachim Heinrich von Möllendorf, generale prussiano († 1816)
- 8 gennaio - Germain Poirier, religioso francese († 1803)
- 9 gennaio - Guglielmo di Schaumburg-Lippe, conte († 1777)
- 9 gennaio - Carlo Federico di Hohenzollern-Sigmaringen, principe († 1785)
- 12 gennaio - Frances Brooke, scrittrice inglese († 1789)
- 13 gennaio - Sofia Antonia di Brunswick-Wolfenbüttel, nobile tedesca († 1802)
- 15 gennaio - Antoine Delarbre, botanico e geologo francese († 1807)
- 19 gennaio - Dai Zhen, filosofo cinese († 1777)
- 20 gennaio - Philippe Henri de Ségur, generale francese († 1801)
- 22 gennaio - Enrico XXIV di Reuss-Ebersdorf, conte († 1779)
- 28 gennaio - Nathanael Matthaeus von Wolf, medico, botanico e astronomo prussiano († 1784)
- 29 gennaio - Jean-Joseph de Laborde, banchiere e politico francese († 1794)

### Febbraio
- 4 febbraio - Dru Drury, entomologo e saggista britannico († 1803)
- 6 febbraio - Giacinto Rossi, organaro italiano († 1796)
- 7 febbraio - Friedrich von Knaus, orologiaio e inventore tedesco († 1789)
- 10 febbraio - Maria Giacomina Nazari, pittrice italiana
- 15 febbraio - Pietro Biron, duca († 1800)
- 15 febbraio - Étienne Pierre de Rochechouart, ammiraglio francese († 1799)
- 16 febbraio - Christopher Gadsden, generale e politico statunitense († 1805)
- 26 febbraio - Gottfried Heinrich Bach, compositore tedesco († 1763)
- 27 febbraio - Federico Michele di Zweibrücken-Birkenfeld, nobile e generale tedesco († 1767)
- 28 febbraio - George Townshend, I marchese Townshend, ufficiale inglese († 1807)
- 29 febbraio - Eva Marie Veigel, ballerina austriaca († 1822)

### Marzo
- 6 marzo - Henry Laurens, mercante statunitense († 1792)
- 8 marzo - Ernesto Federico di Sassonia-Coburgo-Saalfeld, duca tedesco († 1800)
- 15 marzo - Giuseppe Maria Bozzoli, gesuita, traduttore e teologo italiano († 1811)
- 15 marzo - Stefano Ittar, architetto polacco († 1790)
- 18 marzo - Marcantonio Colonna di Stigliano, militare e politico italiano († 1796)
- 20 marzo - Duncan Ban MacIntyre, poeta scozzese († 1812)
- 23 marzo - Buenaventura Córdoba Espinosa de la Cerda, cardinale e patriarca cattolico spagnolo († 1777)
- 27 marzo - Jane Colden, botanica statunitense († 1766)

### Aprile
- 1º aprile - Samuel Blodgett, avvocato e imprenditore statunitense († 1807)
- 5 aprile - Silvestro Jacobelli, scultore italiano
- 8 aprile - George Keppel, III conte di Albemarle, generale inglese († 1772)
- 12 aprile - Lyman Hall, politico statunitense († 1790)
- 14 aprile - Gabriel de Saint-Aubin, disegnatore, incisore e pittore francese († 1780)
- 15 aprile - Federico IV d'Assia-Homburg, nobile († 1751)
- 22 aprile - Immanuel Kant, filosofo tedesco († 1804)
- 24 aprile - Alessandro Speranza, compositore italiano († 1797)
- 25 aprile - Carlo Rezzonico, cardinale italiano († 1799)
- 27 aprile - Ferdinand Philipp von Lobkowicz, nobile ceco († 1784)
- 29 aprile - Pedro Correia Garção, poeta e drammaturgo portoghese († 1772)

### Maggio
- 2 maggio - Joaquín Atanasio Pignatelli de Aragón y Moncayo, diplomatico spagnolo († 1776)
- 3 maggio - Christian Gottlob Hubert, organaro polacco († 1793)
- 5 maggio - Bernardina Cristiana di Sassonia-Weimar, nobile tedesca († 1757)
- 6 maggio - Georg Christian Adler, filologo e archeologo tedesco († 1804)
- 7 maggio - Josef Benda, violinista e compositore ceco († 1804)
- 9 maggio - Kasper Lubomirski, nobile, generale e politico polacco († 1780)
- 10 maggio - Johan Zoutman, ammiraglio olandese († 1793)
- 17 maggio - Charles Bernardy, ballerino e coreografo belga († 1807)
- 17 maggio - Dagobert Sigmund von Wurmser, feldmaresciallo austriaco († 1797)
- 18 maggio - Gian Domenico Cignaroli, pittore italiano († 1793)
- 18 maggio - Magtymguly Pyragy, poeta turkmeno († 1807)
- 22 maggio - Hubert Cazin, editore francese († 1795)
- 22 maggio - Marc-Joseph Marion du Fresne, esploratore e navigatore francese († 1772)
- 23 maggio - Carlo Guasco di Castelletto, nobile, storico e scrittore italiano († 1796)
- 24 maggio - Marco Coltellini, librettista, poeta e editore italiano († 1777)

### Giugno
- 4 giugno - Spirito Benedetto Nicolis di Robilant, ingegnere e mineralogista italiano († 1801)
- 7 giugno - Franz Anton Maulbertsch, pittore e incisore tedesco († 1796)
- 8 giugno - Enrico Barelli, presbitero, letterato e poeta italiano († 1817)
- 8 giugno - John Smeaton, ingegnere e fisico britannico († 1792)
- 12 giugno - Antonia de Rocamora, nobildonna spagnola († 1751)
- 14 giugno - Jan Křtitel Boháč, naturalista e medico tedesco († 1768)
- 14 giugno - Johann Friedrich Knöbel, architetto tedesco († 1792)
- 15 giugno - Maria Francesca del Palatinato-Sulzbach, contessa († 1794)
- 19 giugno - Carlo Giuseppe Filippa della Martiniana, cardinale e vescovo cattolico italiano († 1802)
- 20 giugno - Andrea Antonio Silverio Minucci, arcivescovo cattolico italiano († 1803)
- 23 giugno - Domenico Mancinelli, oboista e compositore italiano († 1804)
- 24 giugno - Giovanni Battista Rospigliosi, IV principe Rospigliosi, nobile italiano († 1784)
- 30 giugno - Johann Julius Walbaum, medico, naturalista e zoologo tedesco († 1799)

### Luglio
- 2 luglio - Friedrich Gottlieb Klopstock, poeta e drammaturgo tedesco († 1803)
- 5 luglio - Giorgio Bonelli, botanico e medico italiano († 1803)
- 7 luglio - Francesco Adolfo di Anhalt-Bernburg-Schaumburg-Hoym, nobile († 1784)
- 9 luglio - Agustín Rubín de Ceballos, vescovo cattolico spagnolo († 1793)
- 10 luglio - James Hamilton, VI duca di Hamilton, nobile scozzese († 1758)
- 10 luglio - Eva Ekeblad, fisica, agronoma e botanico svedese († 1786)
- 14 luglio - Cristofano Fumi, fantino italiano († 1772)
- 15 luglio - Jean-François de Bastide, commediografo, scrittore e giornalista francese († 1798)
- 17 luglio - Bernardino Honorati, cardinale e arcivescovo cattolico italiano († 1807)
- 18 luglio - Maria Antonia di Baviera († 1780)
- 22 luglio - Giovanni Jacopo Dionisi, letterato, critico letterario e religioso italiano († 1808)
- 24 luglio - Charles Joseph de Villers, naturalista e entomologo francese († 1810)
- 31 luglio - Johann Friedrich Meckel il Vecchio, anatomista tedesco († 1774)
- 31 luglio - Gavino Pes, presbitero e poeta italiano († 1795)

### Agosto
- 5 agosto - Adeodato Turchi, vescovo cattolico italiano († 1803)
- 10 agosto - Georg Adam von Starhemberg, nobile e diplomatico austriaco († 1807)
- 12 agosto - Anton Maria Borromeo, bibliotecario italiano († 1813)
- 14 agosto - Carlo Federico Guglielmo di Leiningen, nobile tedesco († 1807)
- 15 agosto - Pëtr Nikitič Trubeckoj, politico e scrittore russo († 1791)
- 16 agosto - Marcantonio Colonna, cardinale italiano († 1793)
- 25 agosto - George Stubbs, pittore britannico († 1806)
- 26 agosto - Ignazio Collino, scultore italiano († 1793)
- 28 agosto - César-Constantin-François de Hoensbroeck, vescovo cattolico tedesco († 1792)
- 28 agosto - Diamante Medaglia Faini, poetessa italiana († 1770)
- 29 agosto - Giovanni Battista Casti, poeta e librettista italiano († 1803)

### Settembre
- 3 settembre - Guy Carleton, generale e nobile britannico († 1808)
- 4 settembre - Giuliana Maria di Brunswick-Lüneburg, regina († 1796)
- 7 settembre - Jean d'Arcet, chimico francese († 1801)
- 11 settembre - Johann Bernhard Basedow, pedagogista, teologo e saggista tedesco († 1790)
- 14 settembre - Ignaz Vitzthumb, musicista e compositore austriaco († 1816)

### Ottobre
- 1º ottobre - Giovanni Battista Cirri, violoncellista e compositore italiano († 1808)
- 7 ottobre - Domenico Cavallari, giurista e presbitero italiano († 1781)
- 10 ottobre - Ugone Papé di Valdina, vescovo cattolico italiano († 1791)
- 17 ottobre - George Cholmondeley, visconte Malpas, nobile e politico inglese († 1764)
- 17 ottobre - Johann Siegfried Hufnagel, entomologo tedesco († 1795)
- 18 ottobre - Adriano Preite, architetto italiano († 1804)
- 20 ottobre - Thomas Taylour, I conte di Bective, nobile e politico irlandese († 1795)
- 30 ottobre - Giovanni Rossi, fantino italiano
- 31 ottobre - Christopher Anstey, scrittore inglese († 1805)

### Novembre
- 8 novembre - Teodoro Bonati, ingegnere idraulico, matematico e medico italiano († 1820)
- 13 novembre - Francesco Manganelli, fantino italiano († 1780)
- 20 novembre - Noël Le Mire, disegnatore e incisore francese († 1801)
- 24 novembre - Vincenzo Maria Altieri, cardinale italiano († 1800)
- 24 novembre - Maria Amalia di Sassonia, nobile († 1760)

### Dicembre
- 8 dicembre - Claude Balbastre, organista, clavicembalista e compositore francese († 1799)
- 10 dicembre - Giacomo Maria Brignole, doge († 1801)
- 11 dicembre - Louis-Joseph de Montmorency-Laval, cardinale e vescovo cattolico francese († 1808)
- 12 dicembre - Carlo Teodoro di Baviera, principe tedesco († 1799)
- 12 dicembre - Samuel Hood, I Visconte di Hood, ammiraglio britannico († 1816)
- 13 dicembre - Ulrich Theodor Aepinus, fisico tedesco († 1802)
- 13 dicembre - Jan Adam Galina, compositore e direttore d'orchestra ceco († 1773)
- 13 dicembre - Pietro Vigilio Thun, vescovo cattolico italiano († 1800)
- 16 dicembre - William Douglas, IV duca di Queensberry, politico e nobile scozzese († 1810)
- 16 dicembre - Zanobi del Rosso, architetto italiano († 1798)
- 17 dicembre - Angelo Gatti, medico italiano († 1798)
- 18 dicembre - Luisa di Hannover, regina († 1751)
- 19 dicembre - Pier Maria Canevari, militare italiano († 1747)
- 19 dicembre - Berardo Galiani, teorico dell'architettura italiano († 1774)
- 20 dicembre - Lorenzo Barotti, gesuita, scrittore e poeta italiano († 1801)
- 25 dicembre - John Michell, astronomo, geologo e fisico inglese († 1793)
- 26 dicembre - Michel-François d'Ailly, politico francese († 1800)
- 27 dicembre - Joseph Melling, pittore francese († 1796)
- 28 dicembre - Christoph Franz von Buseck, vescovo cattolico tedesco († 1805)

### Senza giorno specificato
- Chaim Joseph David Azulai, filosofo, rabbino e teologo italiano († 1806)
- Jean-Jacques Bachelier, pittore e scrittore francese († 1806)
- Giovanni Bujovich, matematico, saggista e economista dalmata
- Vito Caravelli, matematico italiano († 1800)
- Giovanni Carbone, rivoluzionario italiano († 1762)
- Chang Naizhou, insegnante cinese († 1783)
- Giuseppe Ciaccheri, presbitero, bibliotecario e collezionista d'arte italiano († 1804)
- Gavino Cocco, avvocato e magistrato italiano († 1803)
- Marc-Antoine Eidous, traduttore e enciclopedista francese († 1790)
- Carlo Felice Gambino, giurista, poeta e letterato italiano († 1801)
- Gerhard August Honckeny, botanico tedesco († 1805)
- Martin Hübner, giurista danese († 1795)
- Carlo Lapini, compositore italiano († 1802)
- Giovanni Nepomuceno Carlo del Liechtenstein, principe austriaco († 1748)
- Ulrika Strömfelt, nobildonna svedese († 1780)
- John Mainwaring, teologo e scrittore inglese († 1807)
- Antonio Marchetti, architetto italiano († 1791)
- Nazario Nazari, pittore italiano
- Francesco Savanni, pittore italiano († 1772)
- Henry Thrale, imprenditore e politico inglese († 1781)
- Tichon di Zadonsk, monaco cristiano e vescovo ortodosso russo († 1783)
- Dmitrij Jur'evič Trubeckoj, ufficiale russo († 1792)
- Felipe de Neve, esploratore spagnolo († 1784)

## Morti

### Gennaio
- 6 gennaio - Francesco Alfonso Donnoli, scrittore, poeta e insegnante italiano (n. 1635)
- 15 gennaio - George Wheler, religioso, viaggiatore e scrittore inglese (n. 1651)

### Febbraio
- 3 febbraio - Ivan Michajlovič Evreinov, geodeta e esploratore russo (n. 1694)
- 5 febbraio - Marziale Carpinoni, pittore italiano (n. 1649)
- 5 febbraio - Mary Clavering, nobildonna inglese (n. 1685)
- 29 febbraio - Vincenzo Durazzo, doge italiano (n. 1635)

### Marzo
- 3 marzo - Charles Piroye, organista, clavicembalista e compositore francese
- 3 marzo - Carl Raab, marinaio e militare svedese (n. 1659)
- 4 marzo - Eleonora Giuliana di Brandeburgo-Ansbach, duchessa (n. 1663)
- 6 marzo - Benedetto Falconcini, vescovo cattolico, giurista e scrittore italiano (n. 1657)
- 7 marzo - Papa Innocenzo XIII, papa, arcivescovo cattolico e cardinale italiano (n. 1655)
- 9 marzo - Ernesto Federico I di Sassonia-Hildburghausen, duca (n. 1681)
- 15 marzo - Maria Giovanna Battista di Savoia-Nemours, nobildonna (n. 1644)
- 21 marzo - Daniel Quare, orologiaio inglese
- 31 marzo - Sofia di Sassonia-Weissenfels, principessa sassone (n. 1654)

### Aprile
- 6 aprile - Gertrude Cordovana, religiosa italiana
- 18 aprile - John Phillips, pirata inglese
- 20 aprile - Antonio Polcenigo, vescovo cattolico italiano (n. 1647)

### Maggio
- 5 maggio - Sebastiano Antonio Tanara, cardinale, arcivescovo cattolico e diplomatico italiano (n. 1650)
- 6 maggio - Jules de Rohan, principe di Soubise, nobile francese (n. 1697)
- 7 maggio - Claude de Ramezay, funzionario francese (n. 1659)
- 17 maggio - Nicolas de Lamoignon de Bâville, magistrato francese (n. 1648)
- 18 maggio - Anne Julie de Melun, nobile francese (n. 1698)
- 21 maggio - Robert Harley, I conte di Oxford e conte di Mortimer, nobile e politico britannico (n. 1661)
- 21 maggio - Antonio Salvi, librettista italiano (n. 1664)

### Giugno
- 1º giugno - Carlo Albani, I principe di Soriano nel Cimino, nobile italiano (n. 1687)
- 5 giugno - Henry Sacheverell, presbitero e politico inglese (n. 1675)
- 7 giugno - Johann Hugo von Wilderer, compositore tedesco
- 11 giugno - Ludovico Sabbatini, presbitero italiano (n. 1650)
- 17 giugno - Benedetto Luti, pittore italiano (n. 1666)
- 24 giugno - Johann Theile, compositore tedesco (n. 1646)
- 28 giugno - Orazio Filippo Spada, cardinale e arcivescovo cattolico italiano (n. 1659)

### Luglio
- 1º luglio - Johann Baptist Homann, cartografo, editore e incisore tedesco (n. 1664)
- 7 luglio - Pompeo Sarnelli, vescovo cattolico e storico italiano (n. 1649)
- 25 luglio - Giovanni Francesco Gemelli Careri, giurista e avventuriero italiano (n. 1648)
- 31 luglio - Luigi II di Melun, nobile francese (n. 1694)

### Agosto
- 18 agosto - Johann Philipp Franz von Schönborn, vescovo cattolico tedesco (n. 1673)
- 20 agosto - Antonio Francesco Peruzzini, pittore italiano
- 21 agosto - Noël Alexandre, teologo e storico francese (n. 1639)
- 25 agosto - Muzio de' Vecchi, vescovo cattolico italiano (n. 1669)
- 31 agosto - Luigi I di Spagna, re spagnolo (n. 1707)

### Settembre
- 4 settembre - Giuseppe Lotario Conti, VI duca di Poli e Guadagnolo, nobile italiano (n. 1651)
- 18 settembre - Prospero Mandosio, storico e drammaturgo italiano (n. 1643)
- 19 settembre - Glikl bas Judah Leib, imprenditrice e scrittrice tedesca
- 20 settembre - Ayuki Khan (n. 1642)
- 21 settembre - Guglielmo II di Nassau-Dillenburg, principe tedesco (n. 1670)

### Ottobre
- 6 ottobre - Charles Rivière, scrittore e drammaturgo francese (n. 1648)
- 18 ottobre - Jean de Hautefeuille, fisico, inventore e abate francese (n. 1647)
- 28 ottobre - Johann Leopold von Trautson, nobile e politico austriaco (n. 1659)
- 30 ottobre - Maria di Lorena, principessa (n. 1674)

### Novembre
- 1º novembre - Humphrey Prideaux, teologo britannico (n. 1648)
- 14 novembre - John Murray, I duca di Atholl, nobile, politico e ufficiale scozzese (n. 1660)
- 16 novembre - Jack Sheppard, criminale britannico (n. 1702)
- 18 novembre - Bartolomeu de Gusmão, gesuita, inventore e naturalista portoghese (n. 1685)
- 24 novembre - Ernesto Luigi I di Sassonia-Meiningen, duca tedesco (n. 1672)

### Dicembre
- 12 dicembre - Hendrik Frans Verbruggen, scultore belga (n. 1654)
- 14 dicembre - Giuseppe Antonio Castelli, pittore italiano
- 22 dicembre - Lodewijck van Ludick, pittore olandese (n. 1629)

### Senza giorno specificato
- Michel-Jean Amelot de Gournay, diplomatico francese (n. 1655)
- Ferrante Amendola, pittore italiano (n. 1664)
- Johann Konrad Ammann, medico svizzero (n. 1669)
- Louis Boivin, scrittore francese (n. 1649)
- Pierre Cailleteau, architetto francese (n. 1655)
- Jane Capell, contessa di Essex, nobildonna inglese (n. 1694)
- Giovanni Battista Caruso, storico italiano (n. 1673)
- Sigismondo Caula, pittore italiano (n. 1637)
- Charlotte-Rose de Caumont de La Force, nobildonna, scrittrice e poetessa francese (n. 1654)
- Hanabusa Itchō, pittore giapponese (n. 1652)
- Edward Low, pirata inglese (n. 1690)
- Giuseppe Lucchese Prezzolini, architetto e ingegnere italiano (n. 1678)
- Chikamatsu Monzaemon, scrittore e drammaturgo giapponese (n. 1653)
- Paolo Gerolamo Piola, pittore italiano (n. 1666)
- Francesco Pittoni, pittore italiano (n. 1645)
- James Pound, astronomo inglese (n. 1669)
- Pietro Paolo Raggi, pittore italiano
- Franz Werner Tamm, pittore tedesco (n. 1658)

## Calendario
| Calendario 1724 | Calendario 1724 | Calendario 1724 | Calendario 1724 | Calendario 1724 | Calendario 1724 | Calendario 1724 | Calendario 1724 | Calendario 1724 | Calendario 1724 | Calendario 1724 | Calendario 1724 | Calendario 1724 | Calendario 1724 | Calendario 1724 | Calendario 1724 | Calendario 1724 | Calendario 1724 | Calendario 1724 | Calendario 1724 | Calendario 1724 | Calendario 1724 | Calendario 1724 | Calendario 1724 | Calendario 1724 | Calendario 1724 | Calendario 1724 | Calendario 1724 | Calendario 1724 | Calendario 1724 | Calendario 1724 | Calendario 1724 | Calendario 1724 |
| --------------- | --------------- | --------------- | --------------- | --------------- | --------------- | --------------- | --------------- | --------------- | --------------- | --------------- | --------------- | --------------- | --------------- | --------------- | --------------- | --------------- | --------------- | --------------- | --------------- | --------------- | --------------- | --------------- | --------------- | --------------- | --------------- | --------------- | --------------- | --------------- | --------------- | --------------- | --------------- | --------------- |
|                 | 1               | 2               | 3               | 4               | 5               | 6               | 7               | 8               | 9               | 10              | 11              | 12              | 13              | 14              | 15              | 16              | 17              | 18              | 19              | 20              | 21              | 22              | 23              | 24              | 25              | 26              | 27              | 28              | 29              | 30              | 31              |                 |
| Gennaio         | Sa              | Do              | Lu              | Ma              | Me              | Gi              | Ve              | Sa              | Do              | Lu              | Ma              | Me              | Gi              | Ve              | Sa              | Do              | Lu              | Ma              | Me              | Gi              | Ve              | Sa              | Do              | Lu              | Ma              | Me              | Gi              | Ve              | Sa              | Do              | Lu              |                 |
| Febbraio        | Ma              | Me              | Gi              | Ve              | Sa              | Do              | Lu              | Ma              | Me              | Gi              | Ve              | Sa              | Do              | Lu              | Ma              | Me              | Gi              | Ve              | Sa              | Do              | Lu              | Ma              | Me              | Gi              | Ve              | Sa              | Do              | Lu              | Ma              |                 |                 |                 |
| Marzo           | Me              | Gi              | Ve              | Sa              | Do              | Lu              | Ma              | Me              | Gi              | Ve              | Sa              | Do              | Lu              | Ma              | Me              | Gi              | Ve              | Sa              | Do              | Lu              | Ma              | Me              | Gi              | Ve              | Sa              | Do              | Lu              | Ma              | Me              | Gi              | Ve              |                 |
| Aprile          | Sa              | Do              | Lu              | Ma              | Me              | Gi              | Ve              | Sa              | Do              | Lu              | Ma              | Me              | Gi              | Ve              | Sa              | Do              | Lu              | Ma              | Me              | Gi              | Ve              | Sa              | Do              | Lu              | Ma              | Me              | Gi              | Ve              | Sa              | Do              |                 |                 |
| Maggio          | Lu              | Ma              | Me              | Gi              | Ve              | Sa              | Do              | Lu              | Ma              | Me              | Gi              | Ve              | Sa              | Do              | Lu              | Ma              | Me              | Gi              | Ve              | Sa              | Do              | Lu              | Ma              | Me              | Gi              | Ve              | Sa              | Do              | Lu              | Ma              | Me              |                 |
| Giugno          | Gi              | Ve              | Sa              | Do              | Lu              | Ma              | Me              | Gi              | Ve              | Sa              | Do              | Lu              | Ma              | Me              | Gi              | Ve              | Sa              | Do              | Lu              | Ma              | Me              | Gi              | Ve              | Sa              | Do              | Lu              | Ma              | Me              | Gi              | Ve              |                 |                 |
| Luglio          | Sa              | Do              | Lu              | Ma              | Me              | Gi              | Ve              | Sa              | Do              | Lu              | Ma              | Me              | Gi              | Ve              | Sa              | Do              | Lu              | Ma              | Me              | Gi              | Ve              | Sa              | Do              | Lu              | Ma              | Me              | Gi              | Ve              | Sa              | Do              | Lu              |                 |
| Agosto          | Ma              | Me              | Gi              | Ve              | Sa              | Do              | Lu              | Ma              | Me              | Gi              | Ve              | Sa              | Do              | Lu              | Ma              | Me              | Gi              | Ve              | Sa              | Do              | Lu              | Ma              | Me              | Gi              | Ve              | Sa              | Do              | Lu              | Ma              | Me              | Gi              |                 |
| Settembre       | Ve              | Sa              | Do              | Lu              | Ma              | Me              | Gi              | Ve              | Sa              | Do              | Lu              | Ma              | Me              | Gi              | Ve              | Sa              | Do              | Lu              | Ma              | Me              | Gi              | Ve              | Sa              | Do              | Lu              | Ma              | Me              | Gi              | Ve              | Sa              |                 |                 |
| Ottobre         | Do              | Lu              | Ma              | Me              | Gi              | Ve              | Sa              | Do              | Lu              | Ma              | Me              | Gi              | Ve              | Sa              | Do              | Lu              | Ma              | Me              | Gi              | Ve              | Sa              | Do              | Lu              | Ma              | Me              | Gi              | Ve              | Sa              | Do              | Lu              | Ma              |                 |
| Novembre        | Me              | Gi              | Ve              | Sa              | Do              | Lu              | Ma              | Me              | Gi              | Ve              | Sa              | Do              | Lu              | Ma              | Me              | Gi              | Ve              | Sa              | Do              | Lu              | Ma              | Me              | Gi              | Ve              | Sa              | Do              | Lu              | Ma              | Me              | Gi              |                 |                 |
| Dicembre        | Ve              | Sa              | Do              | Lu              | Ma              | Me              | Gi              | Ve              | Sa              | Do              | Lu              | Ma              | Me              | Gi              | Ve              | Sa              | Do              | Lu              | Ma              | Me              | Gi              | Ve              | Sa              | Do              | Lu              | Ma              | Me              | Gi              | Ve              | Sa              | Do              |                 |